# Крайовска спогодба (1944)
 Тази статия е за примирието между България и комунистическата съпротива в Югославия.  За договора между България и Румъния, включващ връщането на Южна Добруджа, вижте Крайовска спогодба.  
Крайовската спогодба е подписана на 5 октомври 1944 г. в Крайова, Румъния. Спогодбата има характер на примирие и е сключена между България и комунистическата съпротива в Югославия. Спогодбата е подписана с посредничеството на СССР.
С подписването ѝ между председателя на Националния комитет за освобождението на Югославия (НКОЮ) и делегацията на българското правителство на ОФ, официално се узаконява военното пребиваване на българската армия на югославска територия и военното сътрудничество с ЮНОВ. Спогодбата приема, че всички въпроси, които произтичат от междусъседските отношения и приятелското сътрудничество между България и Югославия „ще се решават в духа на братските и общи интереси на народите на Югославия и България“.
Пред българската армия е поставена задачата да разгроми противниковите сили в Източна Сърбия и Вардарска Македония и да прекъсне пътя за отстъпление на германците по долините на р. Морава, Вардар и Ибар. На практика обаче, Маршал Тито не иска българската армия да воюва на югославска територия и се съгласява на българското военно участие едва след личния натиск от Сталин, но с условието, българската армия да не превзема големите градове, а да спира пред тях и да дава възможност първи като освободители да влязат югославските партизани.